# Dennis Moorman
Dennis Moorman (* 27. März 1940 in New York City; † 15. Dezember 2002 ebenda) war ein US-amerikanischer Jazzpianist, Arrangeur und Hochschullehrer.
Moorman stammte aus einer Musikerfamilie; seine Eltern waren beide Pianisten, bei denen er ersten Unterricht hatte. Sein Onkel Wilson Moorman war Perkussionist; seine Tante  Melba Moore Organistin und Pianistin. Nach Besuch des College leistete er den Militärdienst bei der US-Luftwaffe ab und war Mitglied der Rocky Mountain Air Force Band in Denver. Nach seiner Rückkehr nach New York studierte er an der Manhattan School of Music, an der er zunächst den Bachelor und 1973 den Master of Music erwarb. 1984 wurde er an der New York University promoviert. Ab den 1970er-Jahren war er als Begleiter und musikalischer Leiter zahlreicher Vokalisten tätig, wie Sammy Davis Jr., Dakota Staton, Melba Moore, Brock Peters, Thelma Carpenter, Novella Nelson, Thelma Carpenter und Bette Midler; außerdem wirkte er bei mehreren Broadway-Produktionen mit, wie Fiddler on the Roof, Ain’t MisBehavin’, Sophisticated Ladies, Uptown It’s Hot, The Wiz und Timbuktu.
Moorman arbeitete ab den späten 1970er-Jahren in New York City außerdem mit Cecil McBee zusammen, mit dem er im Jazzclub Sweet Basil auftrat, zu hören auf dessen Livealben Music from the Source und Compassion – Music from the Source Vol. 2 sowie dem Studioalbum Destiny’s Dance. 1982 nahm er das Soloalbum Circles of Destiny (India Navigation) mit Eigenkompositionen auf. In den 1980er- und 1990er-Jahren spielte er noch mit dem Neo-Bass Ensemble von Lisle Atkinson und trat mit eigenem Trio in New Yorker Jazzclubs auf. Im Bereich des Jazz war er zwischen 1971 und 2001 an acht Aufnahmesessions beteiligt, zuletzt bei Steve Adelson (The New Sticket).
Moorman lehrte als Professor am York College (City University of New York).